# Nursery Cryme
Nursery Cryme är progrockgruppen Genesis tredje studioalbum. Albumet spelades in vid Trident Studios, London i augusti 1971 och släpptes i november samma år. 
Albumet är det första med Genesis klassiska sättning Peter Gabriel, Tony Banks, Mike Rutherford, Phil Collins och Steve Hackett och innehåller bland annat de kända låtarna "The Musical Box" och "The Return of the Giant Hogweed" som båda två blev stadiga nummer i deras liveföreställning.

## Låtlista
Samtliga låtar skrivna av Tony Banks, Phil Collins, Peter Gabriel, Steve Hackett och Mike Rutherford.
1. "The Musical Box" - 10:24
2. "For Absent Friends" - 1:43
3. "The Return of the Giant Hogweed" - 8:09
4. "Seven Stones" - 5:09
5. "Harold the Barrel" - 3:00
6. "Harlequin" - 2:53
7. "The Fountain of Salmacis" - 7:54